# Troškūnai
Troškūnai est une ville de Lituanie, située 14 km à l'ouest d'Anykščiai.

## Histoire
La ville a été fondée en 1696 par Władysław Sokołowski qui y invita les Bénédictins. Ces derniers ont fondé une église et un monastère. La ville, initialement en bois, a été détruite par un incendie puis reconstruite en 1770 en briques.
Le 10 juillet 1941, des nationalistes lituaniens assassinent huit ou neuf hommes juifs à côté de l'école de la ville. Mi-juillet, cinq ou à six juifs sont assassinés dans le cimetière juif de la ville. En août 1941, les juifs de la ville (environ deux cents personnes) sont enfermés par des locaux dans le ghetto de la ville de Panevėžys. Le 23 août 1941, ils seront assassinés avec les habitants de Panevėžys et des environs dans une exécution de masse perpétrée par un einsatzgruppen.